# Tournoi de tennis de Rio de Janeiro (Challenger)
Le Vivo Tennis Cup est un tournoi international de tennis masculin faisant partie de l'ATP Challenger Tour ayant lieu tous les ans au mois de janvier à Rio de Janeiro (Brésil). Il a été créé en 2016 et se joue sur terre battue.
Il existe également en tournoi ATP de Rio de Janeiro organisé pour la première fois en 1989.

## Palmarès

### Simple
| Année | Vainqueur      | Finaliste        | Score         |
| ----- | -------------- | ---------------- | ------------- |
| 2016  | Facundo Bagnis | Guilherme Clezar | 6-4, 4-6, 6-2 |

### Double
| Année | Vainqueur               | Finaliste                                   | Score     |
| ----- | ----------------------- | ------------------------------------------- | --------- |
| 2016  | Gastão Elias André Ghem | Jonathan Eysseric Miguel Ángel Reyes-Varela | 6-4, 7-62 |